# John Blezard
John H. Blezard (* 1927 in Kendal, Vereinigtes Königreich) ist ein heute inaktiver britischer Filmarchitekt und ein Maler.

## Leben und Wirken
Der aus dem Norden Englands stammende Blezard, Sohn eines Landschaftsgärtners, erhielt an der School of Building in Brixton, London, eine Ausbildung zum Architekten. An der Theaterschule des Londoner Old Vic Theatre ließ er sich im Studienfach Bühnenbildentwurf fortbilden. Bis weit in die 1950er Jahre blieb Blezard dem Theater verbunden. Erst nachdem er bei der langjährigen Erfolgsserie Robin Hood als Architektenassistent gearbeitet hatte, wechselte Bezard endgültig zum Fernsehen und 1959 auch zum Kinofilm. Dort gab er seinen Einstand bei der Schauergeschichte Stadt der Toten. Anschließend spezialisierte er sich zunächst auf Komödien, später auch auf dramatische und actionreiche Stoffe. 
Seine bedeutendste Arbeit vollbrachte Blezard 1974 beim „klaustrophobischen KZ-Film ‚Die Zuflucht‘, wo er mit spartanischsten Mitteln wirksam die Bedrückung einer Verfolgung sichtbar machen konnte“. Nach dem Ende seiner Filmtätigkeit Mitte der 1990er Jahre zog sich John Blezard nach Kingsdown in der südenglischen Grafschaft Kent zurück und widmete sich seiner großen Leidenschaft, der Malerei. Im Rahmen der South East Open Studios steuerte er seitdem, selbst noch im Alter von über 80 Jahren, Jahr für Jahr eigene Arbeiten – vor allem Landschaften und Seebilder in Wasserfarben und Akryl – für Ausstellungen bei.

## Filmografie
als Szenenbildner beim Kinofilm, wenn nicht anders angegeben
- 1957: Der Maler von Florenz (Sword of Freedom, Fernsehserie)
- 1959: Die vier Gerechten (The Four Just Men, Fernsehserie)
- 1959: Stadt der Toten (City of the Dead)
- 1959: Foxhole in Cairo
- 1960: Die unheimlichen Hände des Dr. Orlak (The Hands of Orlac)
- 1960: Three on a Spree
- 1961: Das Schlitzohr (On the Fiddle)
- 1962: Hundert Stunden Angst (Mix Me a Person)
- 1962: Reach for Glory
- 1963: Die Karriere des Chick B. (The Comedy Man)
- 1964: Die erste Fahrt zum Mond (First Men in the Moon)
- 1964: Who Was Maddox?
- 1965: L – Der Lautlose (The Liquidator)
- 1965: Ein Hauch von Riviera (That Riviera Touch)
- 1966: Minirock und Kronjuwelen (The Jokers)
- 1967: The Magnificent Two
- 1967: Geheimauftrag K (Assignment K)
- 1968: Nur über eine Leiche (Only When I Larf)
- 1968: Bevor der Winter kommt (Before Winter Comes)
- 1969: Das total verrückte Irrenhaus (Carry On Again Doctor)
- 1970: Hoffman
- 1970: Als Dinosaurier die Erde beherrschten
- 1972–1974: Black Beauty (Fernsehserie)
- 1974: Die Zuflucht (The Hiding Place)
- 1976: Der Tiger aus Taipeh (The Amsterdam Kill)
- 1978: Firepower
- 1979: Dick Turpin (Fernsehserie)
- 1980: Nijinsky
- 1982: Die verruchte Lady (The Wicked Lady)
- 1985: Die Zwillingsschwestern (Deceptions, Fernsehfilm)
- 1986: Peter der Große (Fernsehmehrteiler)
- 1987: Rendezvous mit einer Leiche (Appointment With Death)
- 1989: Bullseye – Der wahnwitzige Diamanten Coup (Bullseye!)
- 1991: Allein gegen den Wind (One Against the Wind, Fernsehfilm)
- 1993: Heidi (Fernsehfilm)
- 1995: Der Prinz und der Prügelknabe (Prince Brat and the Whipping Boy)

## Einzelnachweis
1. ↑  Kay Weniger: Das große Personenlexikon des Films. Die Schauspieler, Regisseure, Kameraleute, Produzenten, Komponisten, Drehbuchautoren, Filmarchitekten, Ausstatter, Kostümbildner, Cutter, Tontechniker, Maskenbildner und Special Effects Designer des 20. Jahrhunderts. Band 1: A – C. Erik Aaes – Jack Carson. Schwarzkopf & Schwarzkopf, Berlin 2001, ISBN 3-89602-340-3, S. 423.

| Personendaten    | Personendaten                  |
| ---------------- | ------------------------------ |
| NAME             | Blezard, John                  |
| ALTERNATIVNAMEN  | Blezard, John H.               |
| KURZBESCHREIBUNG | britischer Filmarchitekt       |
| GEBURTSDATUM     | 1927                           |
| GEBURTSORT       | Kendal, Vereinigtes Königreich |